# Jan Pasiak

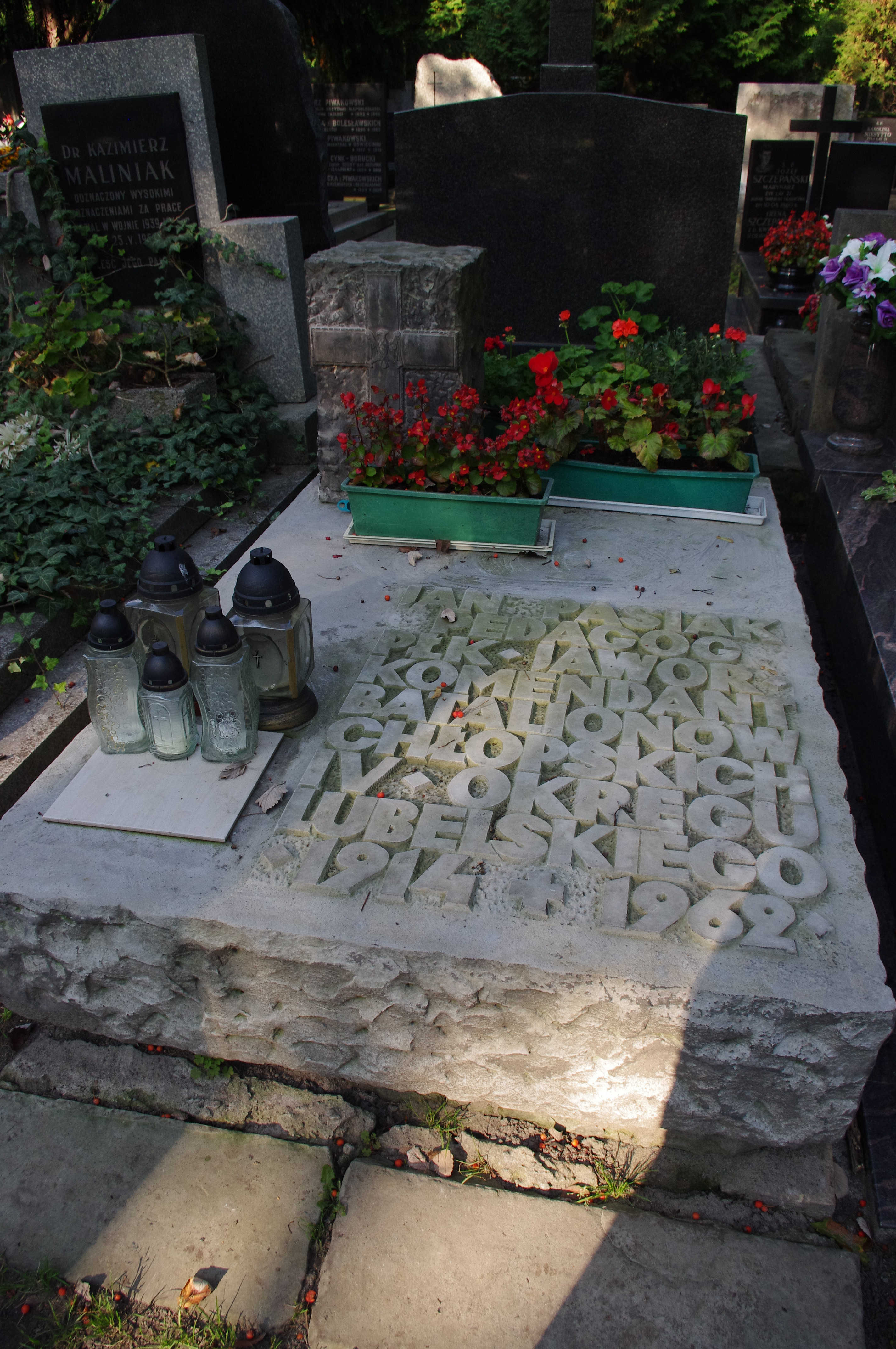
Grób działacza chłopskiego i nauczyciela Jana Pasiaka na Cmentarzu Wojskowym na Powązkach

Jan Pasiak, ps. Wiater, Jawor (ur. 28 marca 1914 w Krzesku-Królowej Niwie, zm. 22 maja 1962) – polski działacz ruchu ludowego, pułkownik, komendant Okręgu Lublin Batalionów Chłopskich, nauczyciel.

## Życiorys

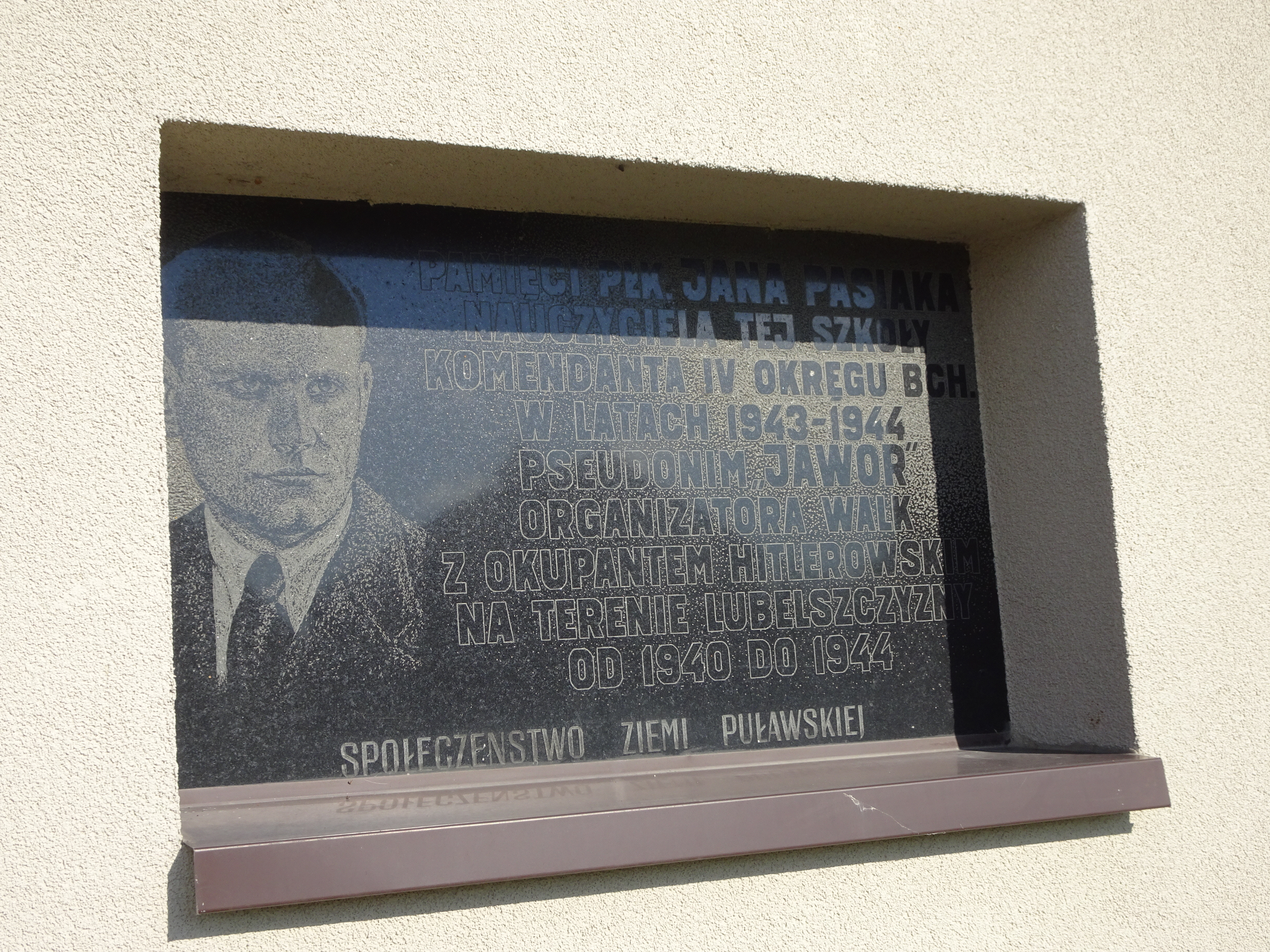
Tablica upamiętniająca płk. Jana Pasiaka na budynku starej szkoły w Bałtowie

Posiadał średnie wykształcenie pedagogiczne (ukończył Seminarium Nauczycielskie w Siedlcach) i pracował jako nauczyciel w kilku szkołach na terenie powiatu puławskiego. Należał do Stronnictwa Ludowego i był członkiem władz powiatowych ZMW „Wici”. Współorganizował strajk chłopski w 1937.
Po wybuchu wojny włączył się do działalności podziemnej. Organizował SL „Roch” oraz Chłopską Straż w powiecie puławskim. W grudniu 1940 został komendantem obwodu Puławy Batalionów Chłopskich. We wrześniu 1943 objął stanowisko komendanta Okręgu Lublin Batalionów Chłopskich, zastępując na nim Jana Barańskiego. Był ostatnim komendantem okręgu. We wrześniu 1944 został aresztowany przez funkcjonariuszy UB. Wymuszono na nim wydanie rozkazu o zerwaniu scalenia z AK, po czym 20 września 1944 zwolniono z więzienia. Po naradach z działaczami Stronnictwa Ludowego „Roch” i dowódcami Batalionów Chłopskich, które odbyły się w listopadzie i grudniu 1944, w styczniu następnego roku wydał odezwę nawołującą członków Batalionów Chłopskich do ujawniania się i działania na rzecz odbudowy państwa. Aż do 1955 był prześladowany przez UB.
Po wojnie nadal działał w „Wiciach”, a także w Polskim Stronnictwie Ludowym. W 1948 został działaczem jego odłamu PSL Lewica, a w 1949 Zjednoczonego Stronnictwa Ludowego. W 1956 zasiadł w Wojewódzkim Komitecie ZSL w Lublinie. W latach 1957–1961 piastował funkcję posła na Sejm PRL II kadencji, z okręgu Opole Lubelskie.

## Życie prywatne
Był synem Michała (1863–1940) i Franciszki Pasiak z domu Jagielak (1871–1951). Jego rodzeństwo to Stanisław (1892–1967), Franciszka Mazur (1887–1981), Władysława Starzyńska (1905–1974), Marianna Aleksandrowicz (1899–1949) i Zofia Golbiak (1909–1993). W 1949 ożenił się z Marianną z domu Jakimiak (1925–2018), ich dzieci to Jan i Dorota. Wraz z żoną pochowany na Powązkach Wojskowych (kwatera A29, rząd 8, grób 28).

## Odznaczenia
- Order Virtuti Militari IV klasy
- Order Krzyża Grunwaldu III klasy
- Złoty Krzyż Zasługi z Mieczami
- Krzyż Partyzancki